# Epitaph (musikalbum)
Epitaph är ett musikalbum av Front Line Assembly. Albumet, som passar in i industrialgenren, släpptes ursprungligen den 9 oktober 2001.

## Låtlista
1. Haloed
2. Dead Planet
3. Backlash
4. Epitaph
5. Everything Must Perish
6. Conscience
7. Decoy
8. Insolence
9. Krank It Up
10. Existance (Bonus)